# Bodo Selge
Bodo Selge (* 7. April 1911 in Berlin; † 18. März 1996 in Bremerhaven) war ein deutscher Jurist und Politiker (SPD). Selge war vom 12. Februar 1958 bis zum 30. September 1978 Oberbürgermeister der Seestadt Bremerhaven.

## Biografie
Selge machte sein Abitur 1930 am Prinz-Heinrich-Gymnasium in Berlin. Von April 1930 bis Herbst 1933 studierte er Rechts- und Staatswissenschaften an der Humboldt-Universität zu Berlin. 1934 folgte die 1. Staatsprüfung. 1938 legte er das große Staatsexamen vor dem Kammergericht Berlin ab.
Von 1934 bis 1938 arbeitete er als Gerichts- und Regierungsreferendar, anschließend ein Jahr als Regierungsassessor in Swinemünde. Von 1939 bis 1940 war er Regierungsassessor in Klattau (heute Klatovy, Tschechien). 1940 folgte die Ernennung zum Regierungsrat. Bis 1945 war er in diesem Amt in Pardubitz tätig. Von 1942 bis 1945 leistete er an der West– wie auch der Ostfront Kriegsdienst. Nach dem Ende des Zweiten Weltkriegs verbrachte Selge ein Jahr in US-amerikanischer Kriegsgefangenschaft.
Von 1950 bis 1954 war Selge Verwaltungsjurist beim DGB. Von 1954 bis 1958 war er als Landesrat in Düsseldorf beim Landschaftsverband Rheinland tätig. Am 12. Februar 1958 übernahm er als Nachfolger von Hermann Gullasch (SPD) das Amt des Oberbürgermeisters von Bremerhaven, das er über 20 Jahre lang bis zum 30. September 1978 führte. Sein Nachfolger wurde 
Werner Lenz (SPD).

## Werke
- Mitbestimmung im öffentlichen Dienst; zum Entwurf eines Personalvertretungsgesetzes. Darmstadt 1953.
- Handbuch des Personalvertretungsrechts. Bund-Verlag, 1955.

| Personendaten    | Personendaten                        |
| ---------------- | ------------------------------------ |
| NAME             | Selge, Bodo                          |
| KURZBESCHREIBUNG | deutscher Jurist und Politiker (SPD) |
| GEBURTSDATUM     | 7. April 1911                        |
| GEBURTSORT       | Berlin                               |
| STERBEDATUM      | 18. März 1996                        |
| STERBEORT        | Bremerhaven                          |